# ITER

Oficjalne logo programu ITER

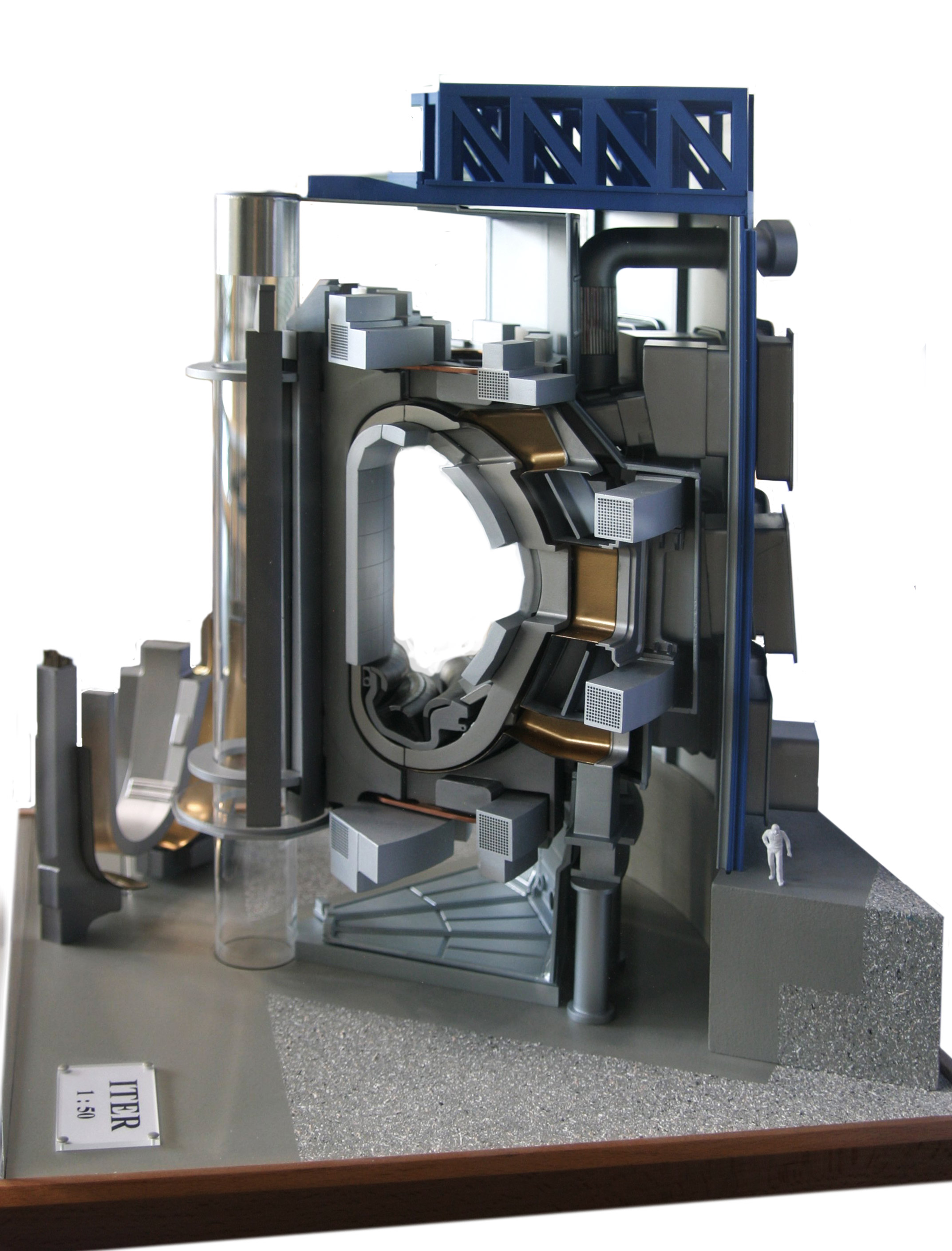
Model przedstawiający przekrój komory próżniowej ITERa

ITER (ang. International Thermonuclear Experimental Reactor – Międzynarodowy Eksperymentalny Reaktor Termonuklearny) – reaktor termojądrowy, jak również międzynarodowy program badawczy z nim związany, którego celem jest zbadanie możliwości produkowania na wielką skalę energii z kontrolowanej fuzji jądrowej.
Głównym zadaniem jest budowa wielkiego tokamaka, wzorowanego na wcześniej budowanych mniejszych DIII-D, TFTR, JET, JT-60 i T-15. Według szacunków z 2006 roku okres trwania programu przewidywano na 30 lat (10 lat budowy i 20 lat pracy reaktora), a koszty w przybliżeniu na 10 mld euro. Tym samym jest to drugi najdroższy na świecie program badawczy, droższy jest jedynie program Międzynarodowej Stacji Kosmicznej. Według decyzji z 28 czerwca 2005 tokamak powstaje w centrum badawczym Cadarache w pobliżu Marsylii, na południu Francji. W projekcie uczestniczą finansowo i naukowo: Unia Europejska, Japonia, Rosja, Stany Zjednoczone, Chiny (od 2003), Korea Południowa (od 2003) i Indie (od 2005). Przed przystąpieniem do programu Indii zakładano, że Unia Europejska pokryje 50% kosztów jego budowy, a pozostałe strony po 10% każda w formie komponentów.
Pierwszy zapłon przewidywano na rok 2019, lecz w wyniku opóźnień, nastąpi on najwcześniej w 2025. Według projektów ITER ma każdorazowo podtrzymywać reakcję fuzyjną przez około 1000 sekund, osiągając moc 500–1100 MW. Dla porównania JET utrzymuje reakcję przez kilka-kilkanaście sekund i uzyskuje moc do 16 MW. Energia w tym reaktorze będzie wydzielać się w postaci ciepła, nie jest przewidywane przetwarzanie jej na energię elektryczną. Na bazie ITER ma powstać przyszła generacja reaktorów fuzyjnych osiągających moc 3000–4000 MW.

## Przeprowadzana reakcja
Zobacz: Reakcja termojądrowa

Pojedyncza reakcja fuzji deuteru i trytu, w której powstaje hel, neutron i wydzielana jest energia 17,6 MeV

W wyniku fuzji jądra deuteru z jądrem trytu powstaje jedno jądro helu (cząstka alfa) i wysokoenergetyczny neutron.
{\displaystyle {}_{1}^{2}{\mbox{H}}+{}_{1}^{3}{\mbox{H}}\to {}_{2}^{4}{\mbox{He}}+{}_{0}^{1}{\mbox{n}}+17{,}59{\mbox{ MeV}}}
Z energetycznego punktu widzenia paliwem dla fuzji mogą być różne jądra atomowe o małej liczbie atomowej, ale deuter i tryt najłatwiej wchodzą w taką reakcję, a przez to wymagają najniższej temperatury.
W przeliczeniu na masę paliwa, reakcja deuter-tryt jest mniej więcej trzykrotnie efektywniejsza niż rozszczepienie uranu-235, a miliony razy efektywniejsza niż reakcje chemiczne. Zachodzi jednak jedynie w bardzo szczególnych warunkach. Szacuje się, że jądra atomowe muszą się zbliżyć na odległość rzędu 10−15 metra, gdzie zaczynają działać oddziaływania silne. Z powodu wzajemnego odpychania elektrostatycznego, spowodowanie zbliżenia jąder na taką odległość wskutek ruchów termicznych wymagałoby temperatury około 1010 K. Taka temperatura nie występuje nawet we wnętrzu gwiazd zbliżonych do Słońca – tam fuzja zachodzi dzięki tunelowaniu. Jest to proces bardzo powolny: z jednej strony dzięki temu gwiazdy świecą przez miliardy lat, z drugiej strony nawet w samym centrum Słońca, gdzie temperatura przekracza 15 mln kelwinów, każdy metr sześcienny emituje zaledwie 276,5 wata mocy. W tokamaku potrzebna jest znacznie większa wydajność reakcji. Próbuje się ją uzyskać przez wyższą temperaturę i silne pole magnetyczne.
Plazma w tokamaku jest podgrzewana przez przepuszczanie przez nią prądu oraz podgrzewanie mikrofalami. Docelowa temperatura ma sięgać 150 mln kelwinów. W takiej temperaturze cząstki mają dużą prędkość i mogą łatwo wydostać się z reaktora, unosząc energię. Aby reaktor mógł działać, konieczne jest jak najdłuższe utrzymywanie plazmy ściśniętej w małej objętości. Uzyskuje się to przez używanie pułapek magnetycznych. Naładowana cząstka w polu magnetycznym porusza się wzdłuż linii pola magnetycznego lub krąży wokół niej. Jeśli linie mają kształt okręgów, to cząstka jest uwięziona. Z tego wynika toroidalny kształt tokamaków.
Tokamak musi dodatkowo zapewniać próżnię wokół plazmy (aby nie tracić energii na podgrzewanie otoczenia), oraz ochronę środowiska zewnętrznego przed silnym promieniowaniem neutronowym. Neutrony są pozbawione ładunku, więc pole magnetyczne nie ogranicza ich ruchu, wydostają się z pułapki magnetycznej, zabierając ze sobą energię. Dla ich absorbowania za wewnętrzną osłoną tokamaka umieszczonych jest wiele modułów konstrukcyjnych, przy okazji produkujących tryt z bombardowanego neutronami litu.
{\displaystyle {}^{7}{\hbox{Li}}\;+{}^{1}{\hbox{n}}\to {}^{4}{\hbox{He}}+{}^{3}{\hbox{T}}+{}^{1}{\hbox{n}}}
Moduły te oddają ciepło chłodziwu, które z kolei może napędzać turbiny (w ITER nie jest to przewidywane, gdyż jest to program czysto naukowy).

## Historia
21 listopada 2006 międzynarodowe konsorcjum podpisało formalne pozwolenie na budowę reaktora.
ITER ma być uruchomiony równolegle z testami prowadzonymi przez międzynarodowy program IFMIF, który będzie badać możliwości użycia specjalnych materiałów do działania w ekstremalnych warunkach jakie będą panowały w reaktorach termojądrowych, jak i przyszłych elektrowniach. Następnym krokiem ma być demonstracyjna elektrownia DEMO. Ma być to pierwsza elektrownia termojądrowa produkującą prąd elektryczny do użytku komercyjnego.
Stany Zjednoczone rozważały wycofanie finansowania ITER w roku 2008, ale w dalszym ciągu prowadzą finansowanie badań związanych z ITER.
W 2011 rozpoczęto wylewanie fundamentów pod budowę kompleksu tokamaka.

## Dyskusja o wadach i zaletach przedsięwzięcia

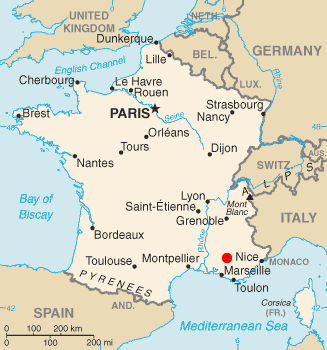
Położenie ITER (Cadarache, Francja)

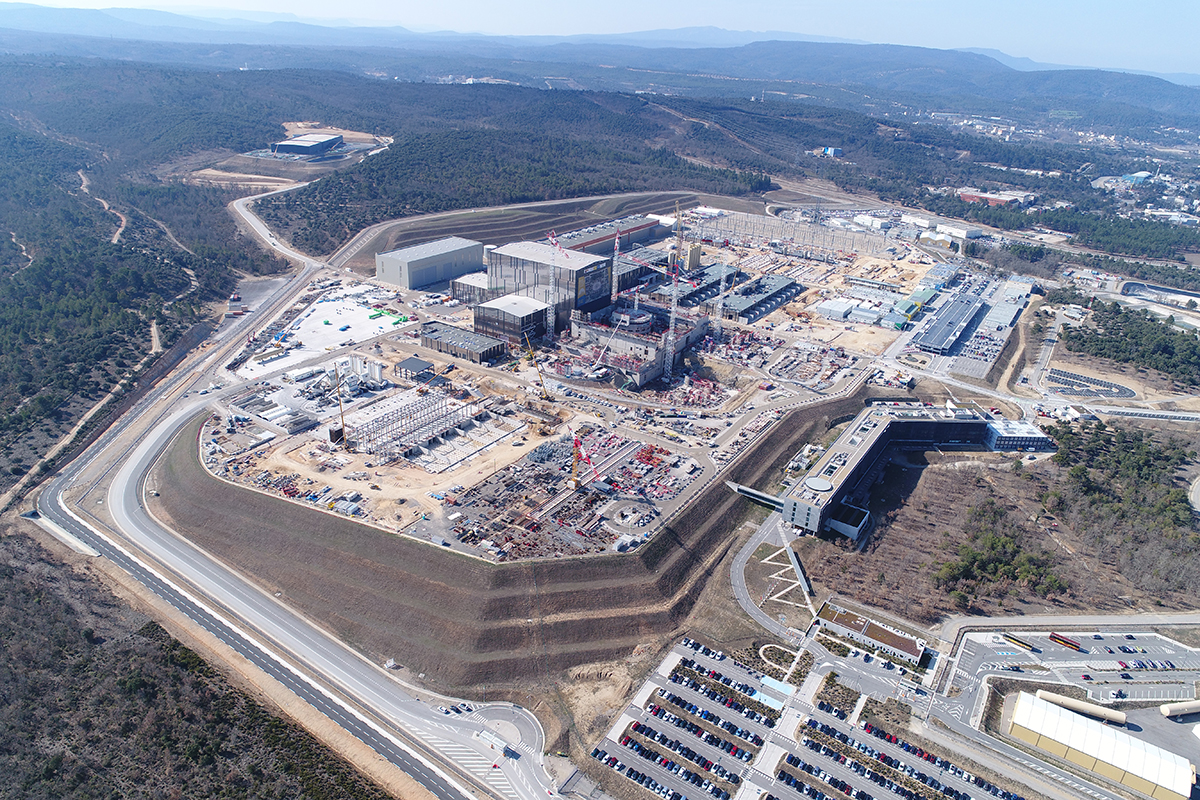
ITER – widok z lotu ptaka z 2018 roku

Program ITER spotkał się z falą krytyki ze strony wielu organizacji. Greenpeace wyraził opinię, że energia fuzyjna jest równie niebezpieczna jak atomowa, ponieważ produkuje radioaktywne odpady i stwarza ryzyko równie groźnej katastrofy. Inne grupy zarzucają programowi ITER, że jest o wiele za drogi, szczególnie jak na inwestycję, która nie będzie generować energii i z której zysków można spodziewać się najwcześniej za 30–50 lat. Wskazuje się na istnienie alternatywnych, bardziej ekonomicznych podejść, być może posiadających większą szansę powodzenia, jak na przykład polywell. Wielu naukowców uważa z kolei, że elektrownie fuzyjne mogą okazać się niepraktyczne z powodów technicznych: wysokoenergetyczne neutrony (o energiach kilkunastu MeV) zachowują się zupełnie inaczej, niż te powstające w elektrowniach jądrowych, i mogą powodować zbyt szybkie zużywanie się tokamaka, dodatkowo stopniowo napromieniowując całą konstrukcję. Bez rozwiązania tego problemu (np. drogą zastosowania syntezy aneutronowej) nie będzie możliwe zastąpienie klasycznych elektrowni atomowych fuzyjnymi.
Zwolennicy programu utrzymują, że większość krytyki wynika z braku odpowiedniej wiedzy. Reaktory fuzyjne są projektowane tak, aby produkowały mniej niż jedną setną odpadów produkowanych przez tradycyjne elektrownie atomowe i aby nie wytwarzały izotopów radioaktywnych o długim czasie rozpadu. Krytycy wskazują jednak, że o ile w trakcie pracy ilość odpadów generowanych przez reaktor ITER będzie niewielka, to ilość odpadów radioaktywnych pozostałych do zutylizowania w momencie likwidacji reaktora po zakończeniu przezeń pracy będzie wielokrotnie większa, niż ilość odpadów po konwencjonalnym reaktorze atomowym. Zwolennicy programu wskazują również, że w reaktorze fuzyjnym nie ma żadnej możliwości zajścia niekontrolowanej reakcji, gdyż ilość paliwa, jaka znajduje się w komorze reaktora (poniżej 1 grama deuteru i trytu), wystarcza na podtrzymanie reakcji przez najwyżej minutę. Dla porównania w zwykłych reaktorach ilość paliwa jednorazowo biorącego udział w reakcji wystarcza na jej podtrzymywanie przez kilka miesięcy. Ponadto w razie ewentualnej awarii reaktor fuzyjny ma tendencję do samowygaszenia.
Opracowanie metod radzenia sobie z wysokoenergetycznymi neutronami jest jednym z głównych celów ITER, a badanie silnego ich strumienia jest możliwe jedynie przy użyciu reagującej plazmy. Plazma taka jest praktycznie niemożliwa do modelowania teoretycznego i obecnie jedynym sensownym sposobem poznania jej zachowania są eksperymenty. Wiedza zdobyta podczas tych eksperymentów będzie kluczowa dla projektowania urządzeń przyszłej energetyki fuzyjnej.
Zastosowanie fuzji na masową skalę pozwoliłoby uzyskiwać energię całkowicie bez zanieczyszczania środowiska. Według ekspertów wymaga to postępu w pewnych dziedzinach (jak np. wyprodukowanie odpowiednich materiałów do konstrukcji tokamaka), aby ludzkość mogła zacząć wprowadzać tę technologię na masową skalę jeszcze w pierwszej połowie XXI wieku. Ostatecznie dałoby to możliwość całkowitej rezygnacji z elektrowni zasilanych paliwami kopalnymi, a w połączeniu z innymi technologiami (jak ogniwa paliwowe) całkowicie zlikwidować zapotrzebowanie na ich wydobycie. Dążenie do tego celu jest wskazane, niezależnie od tego czy wymaga to 30, 50 czy 100 lat badań. Obfitość paliwa do takich elektrowni uniezależniłaby ludzkość od ograniczeń, którym podlegają wszelkie nieodnawialne źródła energii.